# لوس رنچوو دا آلبوکرکی (نیومکزیکو)
لوس رنچوو دا آلبوکرکی(به انگلیسی: Los Ranchos de Albuquerque) شهری در ایالت نیومکزیکو کشور ایالات متحده آمریکا است که جمعیت آن در سرشماری سال ۲۰۱۰ میلادی، ۶٬۰۲۴ نفر بوده‌است.

## موقعیت جغرافیایی
موقعیت جغرافیایی شهرها و مناطق اطراف به شرح زیر است: